# Lapáncsa
Lapáncsa is een plaats (község) en gemeente in het Hongaarse comitaat Baranya. Lapáncsa telt 226 inwoners (2001).